# Chengdu Open
Chengdu Open er en årlig tennisturnering for mænd, der er en del af ATP Tour 250-serien. Den spilles på hardcourt udendørs. Turneringen finder sted på Sichuan International Tennis Center i Chengdu, Kina.

## Tidligere finaler

### Singles
| År        | Vinder                                    | FInalist                                  | Score                                     |
| --------- | ----------------------------------------- | ----------------------------------------- | ----------------------------------------- |
| 2016      | Karen Khachanov                           | Albert Ramos Viñolas                      | 6–7 (4–7), 7–6 (7–3), 6–3                 |
| 2017      | Denis Istomin                             | Marcos Baghdatis                          | 3–2 ret.                                  |
| 2018      | Bernard Tomic                             | Fabio Fognini                             | 6-1, 3-6, 7-6 (9-7)                       |
| 2019      | Pablo Carreño Busta                       | Alexander Bublik                          | 6-7 (5-7), 6-4, 7-6 (7-3)                 |
| 2020-2022 | Ikke afholdt på grund af COVID-19 pandemi | Ikke afholdt på grund af COVID-19 pandemi | Ikke afholdt på grund af COVID-19 pandemi |
| 2023      | Alexander Zverev                          | Roman Safiullin                           | 6–7 (2–7), 7–6 (7–5), 6–3                 |
| 2024      | Shang Juncheng                            | Lorenzo Musetti                           | 7–6(7–4), 6–1                             |

### Doubles
| År        | Vinder                                    | Finalist                                  | Score                                     |
| --------- | ----------------------------------------- | ----------------------------------------- | ----------------------------------------- |
| 2016      | Ravn Klaasen Rajeev Ram                   | Pablo Carreño Busta Mariusz Fyrstenberg   | 7–6 (7–2), 7–5                            |
| 2017      | Jonathan Erlich Aisam-ul-Haq Qureshi      | Marcus Daniell Marcelo Demoliner          | 6-3, 7-6 (7-3)                            |
| 2018      | Ivan Dodig Styrmand Pavić                 | Austin Krajicek Jeevan Nedunchezhiyan     | 6–2, 6–4                                  |
| 2019      | Nikola Ćaćić Dušan Lajović                | Jonathan Erlich Fabrice Martin            | 7–6 (11–9), 3–6, [10–3]                   |
| 2020-2022 | Ikke afholdt på grund af COVID-19 pandemi | Ikke afholdt på grund af COVID-19 pandemi | Ikke afholdt på grund af COVID-19 pandemi |
| 2023      | Sadio Doumbia Fabien Reboul               | Francisco Cabral Rafael Matos             | 4-6, 7-5, [10-7]                          |
| 2024      | Sadio Doumbia (2) Fabien Reboul (2)       | Yuki Bhambri Albano Olivetti              | 6–4, 4–6, [10–4]                          |